# Sambir
Sambir (ukrainsk: Самбір, polsk: Sambor, jiddisch: סאמבאָר, Sambor) er en by i Sambir rajon, Lviv oblast, Ukraine. Den fungerer som administrationsby i Sambir rajon (distrikt) og er beliggende tæt på grænsen til Polen. Sambir er vært for administrationen af Sambir hromada, en af Ukraines hromadaer.
Byen har en befolkning på omkring 34.444 (2021) indbyggere.

## Beliggenhed
Sambir ligger på venstre bred af floden Dnestr. Byen står ved en skillevej. Det er det kulturelle, industrielle og turistmæssige centrum i det moderne Ukraine. Den er den femtestørste by i Lviv oblast. Afstand til byen Lviv er 76 km. Byen ligger i en højde af 305,96 moh.
Byen er en vigtig vej, der forbinder Øst- og Vesteuropa, nord og syd.